# شهرستان نظرآباد
نظرآباد شهرستانی است در استان البرز که در نزدیکی شهرستان ساوجبلاغ واقع است. مرکز این شهرستان شهر نظرآباد است. این شهرستان تا سال ۱۳۸۱ یکی از بخش‌های شهرستان ساوجبلاغ بود و در حال حاضر هم در حوزهٔ انتخابیهٔ ساوجبلاغ واقع است. استقرار این شهرستان در کنار جادهٔ ترانزیت و آزادراه تهران - تبریز  و راه‌آهن تهران - تبریز موجب توسعهٔ آن در پنجاه سال اخیر شده‌است. نقطهٔ عطف آبادانی نظرآباد، راه‌اندازی کارخانهٔ نساجی مقدم در سال ۱۳۳۷ ه‍.ش به کوشش میرزا (درگذشت ۱۳۶۱ ه‍.ش) است. جمعیت آن براساس سرشماری عمومی نفوس و مسکن سال ۱۳۹۰، ۱۴۱٬۱۶۰ نفر یعنی ۹٫۵ درصد کل جمعیت استان البرز است.
«ترکی ساوجبلاغی» یکی از شاخه‌های ترکی آذربایجانی، زبان بومی و غالب اهالی شهرستان نظرآباد است. حضور لهجه‌های دیگری از زبان ترکی و نیز زبان فارسی و کُردی در این شهرستان از نتایج مهاجرپذیری آن است. خاک سبک و آب فراوان دشت نظرآباد، بسیار برای کشاورزی مناسب است و دامپروری در کنار زراعت، از عمده منابع درآمد روستاییان نظرآبادی است. غیر از اقلیت ارمنی‌ها، غالب اهالی شهرستان، مسلمان و شیعهٔ دوازده امامی هستند.

## تقسیمات کشوری
- بخش مرکزی شهرستان نظرآباد
  - دهستان احمدآباد (نظرآباد)
  - شهرک سید جمال  (نظرآباد)
  - دهستان نجم‌آباد[۵]

شهر: نظرآباد
شهر صنعتی سپهردر جنوب آن و شهر صنعتی نظرآباد در شرق شهرصنعتی سپهر واقع شده‌است.
- بخش تنکمان
  - دهستان تنکمان جنوبی
  - دهستان تنکمان شمالی (مرکز: بختیار)

شهر: تنکمان
- فهرست روستاها: روستاهای شهرستان نظرآباد

## تغییرات
تغییرات در تقسیمات این شهرستان در سال ۱۳۸۶:
ایجاد دهستان تنکمان شمالی به مرکزیت روستای بختیار در تابعیت بخش تنکمان شهرستان نظرآباد
تغییر نام دهستان تنکمان از توابع بخش تنکمان شهرستان نظرآباد به تنکمان جنوبی
انتزاع دهستان نجم‌آباد از بخش تنکمان شهرستان نظرآباد و الحاق به بخش مرکزی همین شهرستان
شناخت شهر روستای تنکمان بخش تنکمان از توابع شهرستان نظرآباد

## محوطه باستانی ازبکی
منطقهٔ باستان‌شناسی ازبکی در آن واقع شده و نمونه نخستین خشت دست ساز بشر که در سازمان ملل نگهداری می‌شود توسط سیدمحمد خاتمی به نشانهٔ گفتگوی تمدن‌ها از این منطقه به سازمان ملل هدیه شده‌است، ازبکی یکی از روستاهای دهستان احمدآباد مصدق از بخش مرکزی شهرستان نظرآباد است که در ۸۰ کیلومتری غرب شهر تهران واقع شده‌است. بخش‌هایی از این محوطهٔ باستانی نُه هزار ساله را کارشناسان مرکز باستان‌شناسی ایران در سال ۱۳۴۸ خورشیدی مورد شناسایی قرار داده و در سال ۱۳۵۲ به شمارهٔ ۹۵۵ در فهرست آثار ملی ایران به ثبت رسیده‌است. براساس کاوش‌های صورت گرفته، محوطهٔ باستانی ازبکی در برگیرندهٔ شش هزار سال بقایای فرهنگی پیش از تاریخ و اوایل دوران تاریخی ایران از نیمهٔ اول هزاره هفتم تا نیمهٔ نخست هزارهٔ اول پیش از میلاد مسیح یعنی دوران مادها است. ازبکی محوطهٔ باستانی گسترده‌ای برابر با صد هکتار و ۱۰ تپهٔ ارزشمند است که شش تپهٔ از آن را گروهی از باستان شناسان ایرانی به سرپرستی دکتر یوسف مجیدزاده (از سال ۱۳۷۷ تا ۱۳۸۴) حفاری کرده‌اند. کشف کهن‌ترین خشت‌های دست ساز بشر با قدمت نُه هزار ساله، دستیابی ساکنان پیش از تاریخ این محوطه به سیمان، کشف سند همکاری تجاری اهالی ازبکی و شوش باستان در اواسط هزارهٔ چهارم پیش از میلاد، بناهای آریایی‌های اولیه، شهر و دژ بزرگ مادی و کشف نخستین پیکره سنگی مادی از جمله ویژگی‌های شگفت‌انگیز این محوطهٔ باستانی به‌شمار می‌روند. .

## مهد روستا زادگان دانشمند
روستای تاریخی نجم‌آباد (خاستگاه خاندان علمی نجم‌آبادی) از دیگر جاذبه‌های فرهنگی و تاریخی شهرستان نظرآباد است. نیای این روستا زادگان دانشمند، استاد باقر آهنگر است که در سال‌های آغازین حکومت قاجار، در روستای نجم‌آباد به آهنگری مشغول بود. ملا ابراهیم نجم‌آبادی (درگذشت ۱۲۴۵ ه‍.ق) از مدرسان حکمت صدرایی و آیت‌الله حاج ملامهدی نجم‌آبادی (درگذشت ۱۲۷۱ ه‍.ق) از مجتهدان دورهٔ قاجار، فرزندان او هستند. میرزا عبدالکریم نجم‌آبادی ساوجبلاغی، که در حکومت فتحعلی شاه قاجار (درگذشت ۱۲۵۰ ه‍.ق) به رتبهٔ وزارت رسید، به دستور ویژهٔ شاه قاجار، مسجد و مدرسه‌ای برای ملا ابراهیم نجم‌آبادی در روستای نجم‌آباد ساخت. پس از مهاجرت ملا ابراهیم به تهران نیز در محلهٔ سنگلج، مدرسه‌ای ویژهٔ او همراه با موقوفاتی مانند گرمابه و خانه فراهم ساخت. از همان روزگار بود که خاندان نجم‌آباد در تهران سکونت گزید.

## مشاهیر و چهره‌های ماندگار
دکتر محمد مصدق:سیاستمدار، دولت‌مرد، نمایندهٔ چند دورهٔ مجلس شورای ملی، و نخست‌وزیر ایران در سال‌های ۱۳۳۰ تا ۱۳۳۲ بود.
از چهره‌های فعال در عرصهٔ جهاد سازندگی و توسعهٔ شهرنشینی در بخش فعالیت‌های شورای اسلامی شهر و روستاهای اطراف شهرستان نظرآباد می‌توان آقایان صمد بوئینی در سال ۱۳۶۴، محسن حشمت زارع، محمد محب دوست‌زاده نام برد؛ که فعالیت‌ها و گام‌های مهمی در راستای آبادانی برداشته شده‌است.
 آیت‌الله ملا علی قارپوزآبادی(درگذشت ۱۲۹۰ ه‍.ق) از فقیهان قرن سیزدهم هجری قمری که گروه‌هایی از اهالی آذربایجان، همدان، قفقاز و زنجان از او تقلید کرده و به فتواهایش عمل می‌کردند. از این فقیه که مؤسس حوزهٔ علمیهٔ شهر زنجان است، نوزده اثر با موضوعات فقه، اصول، تفسیر و ادبیات عرب ثبت شده‌است. او از جمله فقیهانی است که علیه نظام ارباب - رعیتی (فئودالی) فتوا داده و همچنین مخالف سلطنت دودمان قاجاریان بود.
ملا محمد جعفر نظرآبادی ساوجبلاغی: از استادان حوزهٔ علمیهٔ قزوین در عصر قاجاریان و صاحب کتاب شرح مختصر نافع است.
مصطفی نجمی (درگذشت ۱۳۷۶ ه‍.ش) هنرمند نقش‌آفرینی از مکتب نقاشان کلاسیک کمال‌الملکی به‌شمار می‌رود که هفتاد سال به کار بی‌وقفهٔ هنری (نقاشی و آهنگسازی) پرداخت. او در سال ۱۳۶۹ موفق به دریافت دکترای افتخاری هنر شد.
میرزا الله‌وردی ساوجبلاغی خوشنویس اهل روستای صفرخواجه از توابع شهرستان نظرآباد که در قرن سیزدهم هجری قمری می‌زیست.
میرزا مرتضی نجم‌آبادی خوشنویس و از شاگردان میرزا محمدرضا کلهر.
سرهنگ داوود نجمی از استادان موسیقی نظامی ایران.
شیخ محمدباقر مجتهد نجم‌آبادی(درگذشت ۱۳۰۷ ه‍.ش) از شاگردان ملا حسینقلی همدانی در حوزهٔ علمیهٔ نجف اشرف.
سید زین‌العابدین حسینی (آقا میربابا) از عارفان قرن چهاردهم هجری قمری که اهالی روستای نجم‌آباد کرامات عجیبی از او نقل می‌کنند.
ناصر نجمی (درگذشت ۱۳۸۲ ه‍.ش) تاریخ‌پژوه و یکی از قدیمی‌ترین نویسندگان مطبوعات ایران است. شمار آثار او را، نود عنوان کتاب نوشته‌اند.
علی‌بن محمدصادق قشلاقی ساوجبلاغی از نویسندگان مذهبی قرن سیزدهم هجری قمری.
سیف‌الدین نجم‌آبادی (زادهٔ ۱۳۰۱ ه‍.ش) از پژوهشگران زبان‌شناسی، ایران‌شناس و استاد برجستهٔ دانشگاه هیدلبرگ آلمان.
محمود نجم‌آبادی(درگذشت ۱۳۷۹ش) پزشک نامداری که طب اسلامی و ایرانی را که هزار سال به فراموشی سپرده شده بود، مورد توجه قرار داده و با پرداختن به تاریخ پزشکی ایران درصدد احیای آن سنت کهن برآمد و به موفقیت قابل توجهی در این زمینه دست یافت. از او ۴۵ کتاب و رساله و ۵۰۰ مقالهٔ علمی برجای مانده‌است.
ابوالقاسم نجم‌آبادی از پزشکان نامدار تهران در اواخر دورهٔ قاجاریان.
آغابیگم نجم‌آبادی(درگذشت ۱۳۲۸ ه‍.ش) دختر شیخ‌هادی نجم‌آبادی که از زنان روشنفکر جنبش مشروطیت ایران به‌شمار می‌رود. او در سال ۱۲۸۹ خورشیدی انجمن مخدرات وطن را تأسیس کرد.
سکینه کنداشلو همسر شیخ‌هادی نجم‌آبادی و از زنان مبارز جنبش مشروطیت ایران.
افسانه نجم‌آبادی(زادهٔ ۱۳۲۵ ه‍.ش) نویسنده، جامعه‌شناس و استاد تاریخ و مطالعات زنان در دانشگاه هاروارد آمریکا.
شهناز نجم‌آبادی (زادهٔ ۱۳۲۵ ه‍.ش) مردم‌شناس و استاد کنونی دانشگاه فرانکفورت و هایدلبرگ آلمان و مؤسس انجمن بین‌المللی مردم‌شناسی ایران.
آیت‌الله آقاحسن نجم‌آبادی ساوجبلاغی تهرانی (درگذشت حدود ۱۲۸۴ ه‍.ق) فقیه نامدار و گزینهٔ مرجعیت عامهٔ شیعه پس از وفات شیخ مرتضی انصاری.
آیت‌الله آقاحسین نجم‌آبادی تهرانی (درگذشت ۱۳۰۷ ه‍.ش) فقیه و متکلم معاصر و استاد فقیه فرهنگبان آیت‌الله سید شهاب‌الدین مرعشی نجفی.
آیت‌الله حاج شیخ هادی نجم‌آبادی (درگذشت ۱۳۲۰ ه‍.ق) روحانی نواندیش، آزادی‌خواه و قرآن‌پژوه عقل‌گرای روزگار قاجار است. به جرئت می‌توان او را مربی و زمینه‌ساز فکری جنبش مشروطه‌خواهی ایرانیان دانست. «تحریرالعقلا» تنها اثر شیخ هادی به زبان فارسی است.
آیت‌الله حاج میرزا ابوالفضل نجم‌آبادی (درگذشت ۱۳۴۴ ه‍.ش) فقیه معاصر و نمایندهٔ آیت‌الله سیدحسین طباطبایی بروجردی در شهر تهران.
آیت‌الله سید موسی حسینی نجم‌آبادی معروف به آقانجفی (درگذشت ۱۳۱۴ ه‍.ش) دانش‌آموختهٔ حوزهٔ علمیهٔ نجف اشرف و مبارز سیاسی علیه نظام پهلوی.
آیت‌الله شیخ محمدتقی مجتهد نجم‌آبادی (درگذشت ۱۳۰۲ ه‍.ش) از مجتهدان منتقد مشروطیت.
علی اکبر خان نجم‌آبادی (درگذشت ۱۳۷۳ش) از شاگردان استاد کمال الملک.
محمدحسن حجتی متخلص به پریشان (متولد ۱۳۲۰ ه‍.ش) شاعر و نویسندهٔ آیینی.
ناصر نظامی (زادهٔ ۱۳۲۵ ه‍.ش) گویندهٔ (دوبلور) ارشد سینما و تلویزیون ایران.
حاج آقا محمد نجم‌آبادی (درگذشت ۱۳۰۳ق) از شاگردان شیخ مرتضی انصاری و شیخ محمدحسن نجفی اصفهانی مشهور به صاحب جواهر.
محمد نمازی (درگذشت ۱۳۵۱ ه‍.ش) سرمایه‌دار و نیکوکار معروف ایرانی و بنیان‌گذار کارخانهٔ نساجی فخرایران در شهرستان نظرآباد.
مصطفی بازرگان (درگذشت ۱۳۸۹ ه‍.ش) قرآن‌پژوه و فعال اجتماعی که در توسعهٔ شهر نظرآباد نقش فراوانی داشت.
ابوالفضل مرادی' (درگذشت ۱۳۶۱ ه‍.ش) عامل آبادانی و توسعهٔ شهر نظرآباد و از بازرگانان خوش‌نام قرن اخیر ایران است.
حاج روح‌الله اصل دهقان (کشته شدن ۱۳۶۶ش) فرماندهٔ گردان خیبر.
علی اصغر آزادفلاح (کشته شدن ۱۳۶۶ ه‍.ش) فرماندهٔ گردان جندالله و محور عملیاتی بوکان – اشنویه.
علی اصغر بذرپاچ (کشته‌شدن ۱۳۶۲ ه‍.ش) از فرماندهان لشکر ده سیدالشهدا.
نورالله نوروزی (کشته شدن ۱۳۷۷ ه‍.ش) دیپلمات کنسولگری ایران در مزارشریف افغانستان که به دست گروه طالبان کشته شد.
شیخ عبدالله نجم‌آبادی از فقیهان نامدار تهران در روزگار قاجار.
شیخ ملا آقامحمد تهرانی ساوجبلاغی (درگذشت ۱۳۰۰ ه‍.ق) مفسر و متکلم شیعه در قرن سیزدهم هجری قمری که از تنکمان از توابع شهرستان نظرآباد بپاخاسته است.
شیخ مهدی نجم‌آبادی (درگذشت ۱۳۳۶ش) فعال سیاسی و اجتماعی دورهٔ قاجار و نماینده مردم کرمان در دورهٔ دوم مجلس شورای ملی.
ملاابراهیم سنگلجی نجم‌آبادی (درگذشت ۱۲۴۵ ه‍.ق) بنیان‌گذار مدرسهٔ علمیهٔ نجم‌آباد و از مدرسان حکمت صدرایی در روزگار قاجار.
میرزا تقی نجم‌آبادی ساوجبلاغی (درگذشت ۱۳۲۵ ه‍.ش) معروف به «دبیراعلم» و «عنوان نگار»، از شاعران و نویسندگان دوره قاجار است که در دیوان رسایل حکومت ناصرالدین‌شاه به مقام دبیری و منشی‌گری رسید. نخستین نهج‌البلاغهٔ منظوم و نخستین صحیفهٔ سجادیهٔ منظوم، در تاریخ نگارش و سرایش به نام او ماندگار شده‌است.
میرزا عبدالکریم نجم‌آبادی ساوجبلاغی در حکومت فتحعلی شاه قاجار با «درجهٔ اول خدمت‌گزاری» به رتبهٔ وزارت رسید.
میرزا عزیزالله ساوجبلاغی خوشنویس و منشی دیوان رسایل وزارت امور خارجه در دورهٔ حکومت مظفرالدین شاه قاجار.
میرزا محسن نجم‌آبادی (درگذشت ۱۳۳۶ ه‍.ش) مشروطه‌خواه و از مجاهدان نهضت جنگل به رهبری میرزا کوچک-خان جنگلی.
میرزا محمد منشی ساوجبلاغی خوشنویس و نخستین منشی دیوان رسایل خاصهٔ قاجار و تحریرات محرمانه محمد شاه و ناصرالدین شاه قاجار.